# بوفيلاس فيسينسكيس
بوفيلاس فيسينسكيس (28 يونيو 1875 - 23 أبريل 1906) كان ناشطًا ثقافيًا وسياسيًا ليتوانيا خلال النهضة الوطنية الليتوانية. يُعرف غالبًا بدوره كمرشد للمواهب الأدبية. اكتشف مواهب جوليا زيمانتيين ونصح كل من ماريا بيكاوسكايتي (ساتريجوس راجانا) وصوفيا بشيبيلياوسكين (بومة البندق) وغابرييلي بيتكيفيكايتي (النحلة) وجوناس بيليوناس (جوفاراس) وساعدهم في تدقيق ونشر أعمالهم الأولى.
بصفته طالبًا في علم الأحياء في جامعة سانت بطرسبرغ، أجرى فيسينسكيس بحثًا أنثروبولوجيًا حول الساموغيتيون والذي تضمن قياسات بشرية مفصلة. بعد الدراسة الجامعية، عاد إلى ليتوانيا لكسب لقمة عيشه، إذ عمل مدرّسًا خاصًا في مواقع مختلفة (بالقرب من قرية باسفيتاينيس وقصر كورتوفيناي مانور ومدينة شياولياي). أخرج فيسينسكيس أول مسرحية باللغة الليتوانية تحت عنوان أمريكا في الحمام (أميريكا بيرتيجي)، ولعب الدور الرئيسي فيها، في عام 1899. عندما صادرت الشرطة إعلانات عن مسرحية أخرى طُبعت باللغة الليتوانية باستخدام الأبجدية اللاتينية باعتبارها انتهاكًا لحظر الصحافة الليتوانية، رفع فيسينسكيس دعوى قضائية وحصل على حكم مؤيد من مجلس الشيوخ الحاكم عام 1903.
ساهم بنحو 86 مقالًا و120 مراسلة لمختلف الصحف الليتوانية، وأبرزها فارباس ويوكينينكاس وناوجيينوس، والتي نُشرت في بروسيا الشرقية ثم تم تهريبها إلى ليتوانيا. بعد وفاة ڤينكاس كوديركا، عانت هذه الصحف من خسائر مالية وتغييرات متكررة في الموظفين، فتدخل لملء الفراغ القيادي. جمع الأموال وعالج مشاكل الطباعة الأخرى، وأصبح محررًا غير رسمي لفارباس وزعيمًا للمساهمين فيها. كان معارضًا قويًا للنظام القيصري وكان من أوائل من أعلنوا أن الاستقلال الكامل كان الهدف النهائي للنهضة الوطنية الليتوانية. تم تبني هذا الهدف النهائي من قبل الحزب الديمقراطي الليتواني، الذي شارك في تأسيسه عام 1902. بعد رفع حظر الصحافة في عام 1904، انتقل إلى مدينة فيلنيوس وعمل على نشر الأدب الليتواني. أيد الثورة الروسية 1905 بقوة، لكنه دعا ضد المقاومة المسلحة. حرر الأعداد الأولى من دوريتي فيلنياوس زينيوس ولييتوفوس يوكينينكاس، لكنه سرعان ما استقال بسبب الاختلافات الأيديولوجية مع الناشرين فيها. في عام 1905، أسس شركة سفيسا للنشر، لنشر الكتب الليتوانية. عملت الشركة حتى عام 1913 ونشرت نحو عشرين كتابًا. توفي عام 1906 بمرض السل الذي شُخص به لأول مرة عام 1896.

## سيرته الذاتية

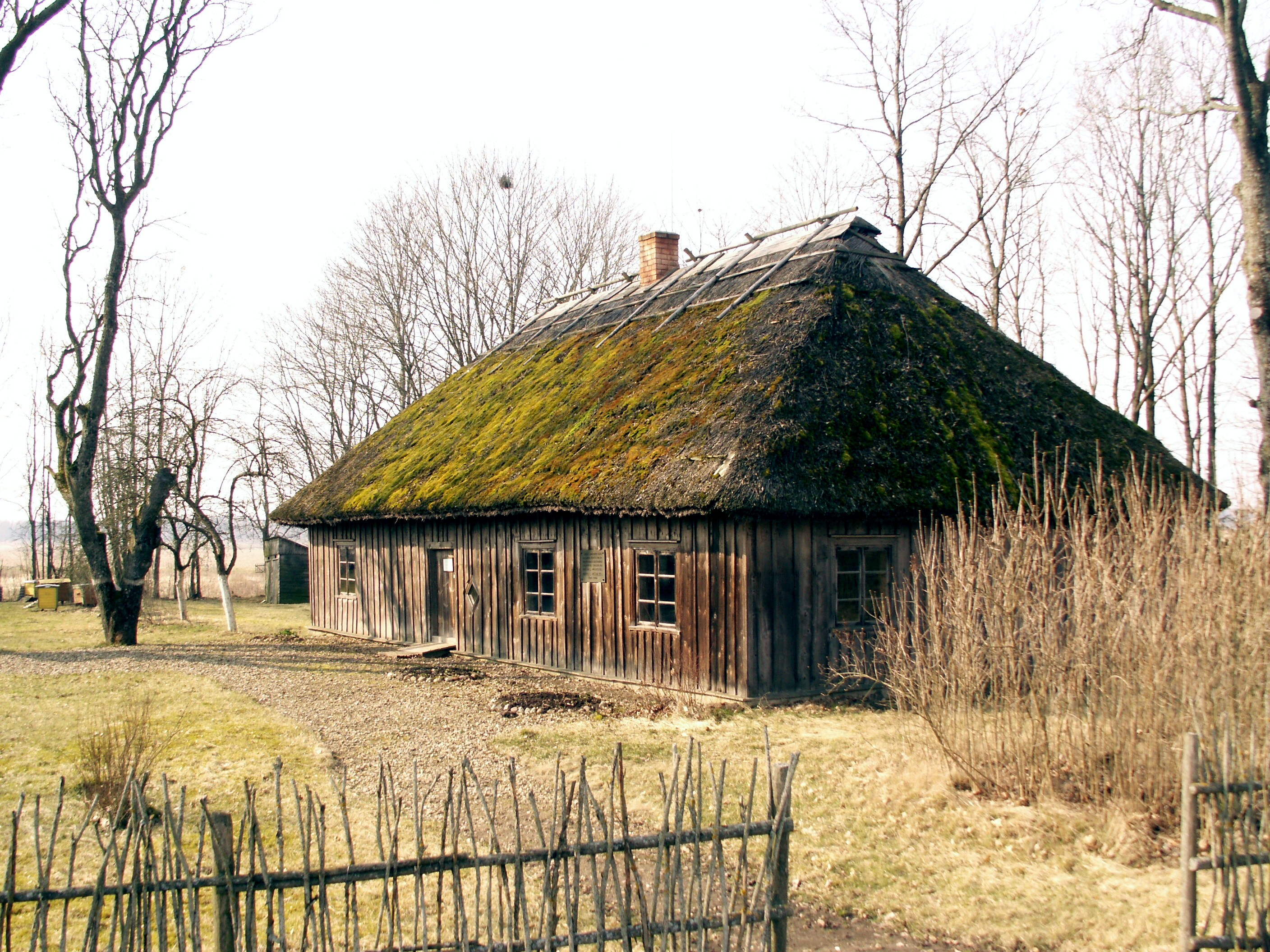
بيت ريفي قديم

### مدرسة شياولياي الثانوية
وُلِد فيسينسكيس عام 1875 في أوسنيناي بالقرب من أوجفينتيس في غوبرنيه كوفنو، الإمبراطورية الروسية. كان والداه فلاحين حرين (أي ليسا أقنانًا سابقين) ويمتلكان نحو 29 هكتارًا (72 فدانًا) من الأرض، لكن جزءًا كبيرًا منها كان غير صالح للاستخدام في الزراعة. كان فيسينسكيس الأصغر بين خمسة أطفال. في عام 1884، دعا جاره شقيقه مع العائلة لمساعدته في المزرعة. كانت زوجة أخيه جوليا زيمانتيين، والتي أصبحت فيما بعد الكاتبة المعروفة بلقب زيمايتي بتشجيع من فيسينسكيس. في عام 1885، بعد الدراسة على يد معلم القرية في المنزل، بدأ فيسينسكيس الصف التحضيري في مدرسة شياولياي الثانوية. كان والداه يأملان في أن يصبح كاهنًا. بلغت تكلفة الرسوم الدراسية 35 روبل وتكلفة السكن الجامعي 120 روبل أخرى سنويًا. كان مبلغًا كبيرًا، ما وضع عبئًا ماليًا على الأسرة.

### جامعة سانت بطرسبرغ
في سبتمبر عام 1894، بدأ فيسينسكيس دراسات علم الأحياء في جامعة سانت بطرسبرغ. كان زميله في الغرفة فينكاس كالنيتيس، الذي كان زميله في الصف في شياولياي، ودرس القانون. في ذلك الوقت، كان في الجامعة 2,768 طالبًا، درس 536 منهم علم الأحياء. من بينهم، كان نحو 5% فقط أبناء فلاحين (كان الآخرون أبناء نبلاء أو مسؤولين حكوميين). حضر فيسينسكيس محاضرات عن علم النبات لأندريه بيكيتوڤ، وعلم التشريح لبيتر ليسجافت، وعلم الأنسجة لألكسندر دوجيل، والكيمياء العضوية لنيكولاي مينشوتكين، والجيولوجيا لفاسيلي دوكوتشاييف، وأساتذة مشهورين آخرين. عانى في الكيمياء والفيزياء، ورسب في الأخيرة مضطرًا إلى إعادة السنة الأولى. بالإضافة إلى ذلك، حضر اجتماعات الجمعية الأنثروبولوجية الروسية والجمعية الجغرافية الروسية الإمبراطورية.
واصل المشاركة في الحياة الثقافية الليتوانية، وكتب روايته الأولى بابارتشو جيداي (زهور السرخس) خلال عطلة عيد الميلاد في عام 1894. أعطى العمل إلى بيكاوسكايتي لقراءته وأرسلته إلى فارباس للنشر. ساهم أيضًا بكتابة مقالات لفارباس. على سبيل المثال، في ربيع عام 1895، قام بترجمة مقالات من صحيفة نوفوي فريميا وكتب تقريرًا عن معرض روسيا للطباعة وكلاهما تناول حظر الصحافة الليتوانية، وكتب بعد ذلك بعام عن النهضة الوطنية التشيكية ودار ماتيس سيسكا للنشر. انضم فيسينسكيس إلى الجمعية الخيرية الليتوانية الساموغيتية، لكنها كانت محافظة ويهيمن عليها النبلاء. لذلك، كان يميل إلى منظمة الطلاب الليتوانية غير القانونية. وظف العديد من الأعضاء، وأولهم بيتراس أفيسونيس، للمساعدة في تحرير ونقد أعمال بيكاوسكايتي و زيمانتيين، فأسس دائرة أدبية ليتوانية غير رسمية. أرسل له الكتّاب أعمالهم الأولى للتعليق عليها وتعديلها قبل تقديمها للنشر. شجع فيسينسكيس بيكاوسكايتي على الكتابة عن القضايا الاجتماعية بأسلوب الواقعية الأدبية، لكن قوتها كانت تصب في التعبير الانطباعي عن الروحانية. في سانت بطرسبرغ، اكتشف فيسينسكيس موهبة أدبية أخرى -الشاعر براناس فايكايتيس الذي درس القانون. أرسل فيسينسكيس ثلاث من قصائده إلى فارباس رغم أن المحررين لم يشجعوا على تقديم الشعر لأن الكثير من القصائد المقدمة كانت رديئة للغاية.